# Toni Porkka
Toni Porkka (Rauma, 4 febbraio 1970) è un ex hockeista su ghiaccio finlandese.

## Carriera

### Club
Nella SM-Liiga ha vestito a più riprese la maglia della squadra della sua città, il Lukko Rauma, dal 1988 al 1991, dal 1994 al 1996 e dal 2002 a fine carriera.
Nel 1990 venne scelto al draft della NHL dai Philadelphia Flyers al nono giro (172ª scelta assoluta). Nell'anno successivo si trasferì in Nord America, dove giocò per tre stagioni in American Hockey League con gli Hershey Bears, senza però esordire in NHL.
Dopo la seconda parentesi al Lukko, ha giocato a lungo in Deutsche Eishockey Liga, dapprima coi Frankfurt Lions (1996-2001) e poi coi Kölner Haie (2001-2002), con cui vinse il titolo.
Fece quindi ritorno in patria, nuovamente al Lukko. Un grave infortunio al ginocchio mise fine alla sua carriera dopo pochi incontri della stagione 2005-2006.
Dopo il ritiro ha cominciato ad allenare, perlopiù a livello giovanile, ed è stato attivo soprattutto in Nord America.

### Nazionale
Ha vestito la maglia della Finlandia sia a livello giovanile (U16, U17, U18 e U20) che di nazionale maggiore. Quando ha vestito per la prima volta, a 32 anni, la maglia della nazionale, era il più vecchio esordiente nella storia della Finlandia.

## Vita privata
Il figlio Patrick è a sua volta un hockeista su ghiaccio.

## Palmarès
- Campionato tedesco: 1

Kölner Haie: 2001-2002